# انیل کپور
انیل کپور (زاده ۲۴ دسامبر ۱۹۵۶) در چمبور) بازیگر هندی با اصلیت پنجابی است.
او تاکنون در فیلم‌های بالیودی زیادی ایفای نقش کرده و در چند فیلم بین‌المللی نیز بازی کرده. او اولین جایزه فیلمی‌اش را در سال ۱۹۸۴ میلادی برای اجرای بهترین نقش مکمل مرد در فیلم مشعل به کارگردانی یش چوپرا دریافت کرد. انیل کاپور جایزه ایفای بهترین نقش اول را برای فیلم تیزاب به کارگردانی ان.چندرا در سال ۱۹۸۸ دریافت کرد و در سال ۱۹۹۲ برای ایفای بهترین نقش اول در فیلم بیتا به کارگردانی اندرا کمار این جایزه را دریافت کرد.
انیل کپور همچنین در سال ۲۰۱۱ در فیلم هالیوودی مأموریت غیرممکن با بازی تام کروز ایفای نقش کرده‌است.

## زندگی‌نامه
نام همسر او سونیتا و نام دو دختر او Sonam و Rhea و نام پسرش Harshwardhana می‌باشد. برادران او سانجی از بازیگران و بونی از تهیه‌کنندگان سینمای هند و همسر برادر او سری دیوی از ستارگان سینمای هند هستند. از دوستان صمیمی او می‌توان به انوپام کر و جکی شروف و سانجی دات اشاره کرد.
برادر بزرگ‌تر آنیل یعنی بونی کاپور از متمول‌ترین تهیه‌کنندگان سینما در هند می‌باشد و همواره پشتیبان و حامی برادران خود بوده‌است و در اکثر فیلم‌هایش از آن‌ها بخصوص آنیل استفاده می‌کند.
آنیل در بین مردم هند به مرد خانواده‌دوست معروف است و می‌توان او را در کنار آمیتاب باچان جزء معدود بازیگرانی به حساب آورد که در کلیه کاراکترهای موجود در سینما ایفای نقش کرده‌اند البته آنیل بازی در فیلم‌هایی با ژانر رمانتیک و خانوادگی را ترجیح می‌دهد.

## جوایز
- بهترین بازیگر مرد نقش مکمل در سال ۱۹۸۴ در فیلم مشعل
- بهترین بازیگر مرد در سال ۱۹۸۶ در فیلم تیزاب
- بهترین بازیگر مرد در سال ۱۹۹۲ در فیلم بیتا (Beta)
- بهترین بازیگر مرد نقش مکمل در سال ۱۹۹۹ در فیلم تال
- اختصاص جایزه ملی سینمای هند در سالهای ۱۹۸۶ و ۱۹۹۲ و ۱۹۹۷ و ۲۰۰۰

## فیلم‌ها
| سال  | عنوان                                                   | نقش                         | بازیگر نقش مقابل                             | جوایز و افتخارات                                                                                  |
| ---- | ------------------------------------------------------- | --------------------------- | -------------------------------------------- | ------------------------------------------------------------------------------------------------- |
| ۱۹۷۹ | Hamare Tumhare                                          | ویپین                       |                                              |                                                                                                   |
| ۱۹۸۰ | یک‌بار بگو                                               | دانش آموز                   |                                              |                                                                                                   |
| ۱۹۸۰ | ما پنج نفر                                              | آدش                         |                                              |                                                                                                   |
| ۱۹۸۲ | قانون                                                   | راوی کومار                  |                                              |                                                                                                   |
| ۱۹۸۳ | پالاوی آنو پالاوی                                       | ویجی                        | لاکشمی                                       |                                                                                                   |
| ۱۹۸۳ | ترکیب (Rachna)                                          | راج مالهوترا                |                                              |                                                                                                   |
| ۱۹۸۳ | این هفت روز                                             | پرم پرتاب سینگ              | پادمینی کولاپوری                             |                                                                                                   |
| ۱۹۸۴ | مشعل                                                    | راجا                        | راتی آگنیهوتری                               | برنده جایزه فیلم فیر برای بهترین بازیگر نقش مکمل مرد                                              |
| ۱۹۸۴ | داخل و خارج                                             | راجا                        | مون مون سان                                  |                                                                                                   |
| ۱۹۸۴ | لیلا                                                    | کومار سینگ                  | پونام دیلونآنیتا راج                         |                                                                                                   |
| ۱۹۸۴ | ازدواج عاشقانه                                          | راجش مهرا/کوشال تیواری      | میناکشی سشادری                               |                                                                                                   |
| ۱۹۸۵ | ارباب                                                   | سونیل شارما                 | آمریتا سینگ                                  |                                                                                                   |
| ۱۹۸۵ | جنگ                                                     | آویناش راتود/جونیر          | تیان آمبانی                                  |                                                                                                   |
| ۱۹۸۵ | محبت                                                    | شکر باسو                    | ویجایتا پاندیت                               |                                                                                                   |
| ۱۹۸۵ | جنگ من                                                  | آرون ورما                   | میناکشی سشادری                               | نامزد جایزه فیلم فیر برای بهترین بازیگر مرد                                                       |
| ۱۹۸۶ | ازدواج چاملی (Chameli Ki Shaadi)                        | کاران                       | آمریتا سینگ                                  |                                                                                                   |
| ۱۹۸۶ | با تو                                                   | ویمال                       | اسمیتا پاتیلراتی آگنیهوتری                   |                                                                                                   |
| ۱۹۸۶ | جانباز                                                  | امر سینگ                    | دیمپل کاپادیاسری دوی                         |                                                                                                   |
| ۱۹۸۶ | عاشق بودند، عاشق خواهد بود (Pyar Kiya Hai Pyar Karenge) | آناند                       | پادمینی کولاپوریآنیتا راج                    |                                                                                                   |
| ۱۹۸۶ | کارما                                                   | جانی                        | پونام دیلونسری دوی                           |                                                                                                   |
| ۱۹۸۶ | صدای عدالت                                              | راوی کومار                  | ریکا                                         |                                                                                                   |
| ۱۹۸۷ | تاریخ                                                   | ویجی سینگ                   | راتی آگنیهوتری                               |                                                                                                   |
| ۱۹۸۷ | آقای هند                                                | آرون ورما                   | سری دوی                                      |                                                                                                   |
| ۱۹۸۷ | حفاظت                                                   | راج کومار/رام کومار         | مادهوری دیکشیت                               |                                                                                                   |
| ۱۹۸۷ | مخفیگاه (Thikana)                                       | راوی گول                    | اسمیتا پاتیلآمریتا سینگ                      |                                                                                                   |
| ۱۹۸۸ | قسم (Kasam)                                             | بازرس کیشان کومار/کریشنا    | پونام دیلون                                  |                                                                                                   |
| ۱۹۸۸ | رام - آوتار (Ram-Avtar)                                 | آوتار                       | سری دوی                                      |                                                                                                   |
| ۱۹۸۸ | پیروزی                                                  | آرجون بیهالا                | میناکشی سشادری                               |                                                                                                   |
| ۱۹۸۸ | بوره روی طلا                                            | راوی کومار                  | پونام دیلونسری دویکیمی کاتکار                |                                                                                                   |
| ۱۹۸۸ | اسید                                                    | ماهش دشموک                  | مادهوری دیکشیت                               | ‌برنده جایزه فیلم فیر برای بهترین بازیگر مرد                                                       |
| ۱۹۸۸ | انتقام                                                  | ویکرام/ویکی                 | میناکشی سشادریکیمی کاتکار                    |                                                                                                   |
| ۱۹۸۹ | رام لاکان                                               | بازرس لاکان پراتاب سینگ     | مادهوری دیکشیتدیمپل کاپادیا                  | نامزد جایزه فیلم فیر برای بهترین بازیگر مرد                                                       |
| ۱۹۸۹ | جوشیله                                                  | کارامن                      | سری دویمیناکشی سشادری                        |                                                                                                   |
| ۱۹۸۹ | خدا                                                     | ایشوار (خدا)                | ویجایاشانتی                                  | نامزد جایزه فیلم فیر برای بهترین بازیگر مرد                                                       |
| ۱۹۸۹ | محافظ (Rakhwala)                                        | ویکرام                      | فرح                                          |                                                                                                   |
| ۱۹۸۹ | آبهیمانیو                                               | آبهیمانیو/مانو/عبدالجبار    | پونام دیلونکیمی کاتکارآنیتا راج              |                                                                                                   |
| ۱۹۸۹ | بازی با آتش                                             | راجا ساکسنا/جانی            | میناکشی سشادریکیمی کاتکار                    |                                                                                                   |
| ۱۹۸۹ | بازار سیاه                                              | ویجی                        | کیمی کاتکارفرح                               |                                                                                                   |
| ۱۹۸۹ | پرنده                                                   | کاران چوداری                | مادهوری دیکشیت                               |                                                                                                   |
| ۱۹۹۰ | آوارگی                                                  | آزاد                        | میناکشی سشادری                               |                                                                                                   |
| ۱۹۹۰ | کیشن و کانیا                                            | کیشن داس/کانیا داس          | شلیپا شیرودکارمادهوری دیکشیت                 |                                                                                                   |
| ۱۹۹۰ | اگر چنین است                                            | امر کومار                   | میناکشی سشادری                               |                                                                                                   |
| ۱۹۹۰ | زندگی یک مبارزه است                                     | کاران کومار                 | مادهوری دیکشیتمون مون سان                    |                                                                                                   |
| ۱۹۹۰ | آمبا (Amba)                                             | سورج سینگ                   | میناکشی سشادری                               |                                                                                                   |
| ۱۹۹۰ | داماد                                                   | راجا جوشی                   | مادهوری دیکشیت                               |                                                                                                   |
| ۱۹۹۱ | جگروالا (Jigarwala)                                     | امر سینگ                    | تیان آمبانی                                  |                                                                                                   |
| ۱۹۹۱ | پادشاه بی‌نام                                            | دیپاک                       | جوهی چاولا                                   |                                                                                                   |
| ۱۹۹۱ | مقاومت                                                  | کریشنا                      | مادهوری دیکشیت                               |                                                                                                   |
| ۱۹۹۱ | لحظات                                                   | ویرندرا پرتاب سینگ          | سری دوی                                      | نامزد جایزه فیلم فیر برای بهترین بازیگر مرد                                                       |
| ۱۹۹۲ | پسر                                                     | راجو                        | مادهوری دیکشیت                               | برنده جایزه فیلم فیر برای بهترین بازیگر مرد                                                       |
| ۱۹۹۲ | زندگی یک قمار است                                       | هری                         | مادهوری دیکشیت                               |                                                                                                   |
| ۱۹۹۲ | حمله                                                    | شیوا                        | میناکشی سشادریکیمی کاتکار                    |                                                                                                   |
| ۱۹۹۲ | بازی زندگی                                              | آرون/دوداس                  | مادهوری دیکشیت                               |                                                                                                   |
| ۱۹۹۲ | هیر رانجها (Heer Ranjha)                                | دیدو/رانجها                 | سری دوی                                      |                                                                                                   |
| ۱۹۹۲ | مقصر                                                    | شیوا                        | ویجایاشانتیشلیپا شیرودکار                    |                                                                                                   |
| ۱۹۹۳ | ملکه زیبایی و شاه دزد                                   | رامش ورما/رومئو             | سری دوی                                      |                                                                                                   |
| ۱۹۹۳ | شهر رویاها                                              |                             | مادهوری دیکشیت                               |                                                                                                   |
| ۱۹۹۳ | گورودو                                                  | گورو                        | سری دوی                                      |                                                                                                   |
| ۱۹۹۴ | لادلا                                                   | راج ورما                    | سری دویراوینا تاندون                         |                                                                                                   |
| ۱۹۹۴ | سبک                                                     | آجی کومار ساکسنا            | جوهی چاولاکاریشما کاپور                      |                                                                                                   |
| ۱۹۹۴ | ۱۹۴۲: یک داستان عاشقانه                                 | نارندرا سینگ                | مانیشا کویرالا                               | نامزد جایزه فیلم فیر برای بهترین بازیگر مرد                                                       |
| ۱۹۹۴ | آقای آزاد                                               | آزاد                        | چاندنی                                       |                                                                                                   |
| ۱۹۹۵ | سه گانگی                                                | آناند سینگ                  | پریا تندولکارگائوتامی                        | نامزد جایزه فیلم فیر برای بهترین بازیگر نقش مکمل مرد                                              |
| ۱۹۹۶ | شاهزاده                                                 | راج کومار                   | مادهوری دیکشیت                               |                                                                                                   |
| ۱۹۹۶ | پسر بچه                                                 | راوی کومار                  | جوهی چاولا                                   |                                                                                                   |
| ۱۹۹۶ | آقای بیچاره                                             | آناند ورما                  | سری دوی                                      |                                                                                                   |
| ۱۹۹۷ | جدایی                                                   | راج ورما                    | سری دویاورمیلا ماتوندکار                     |                                                                                                   |
| ۱۹۹۷ | وراثت                                                   | شاکتی تاکور                 | تابوپوجا باترا                               | نامزد جایزه فیلم فیر برای بهترین بازیگر مرد - برنده جایزه منتقدان فیلم فیر برای بهترین بازیگر مرد |
| ۱۹۹۷ | دیوانه مستانه                                           | راج کومار/بازرسی بانسی رائو | جوهی چاولا                                   |                                                                                                   |
| ۱۹۹۸ | گاهی نه گاهی                                            | راجا                        | پوجا بات                                     |                                                                                                   |
| ۱۹۹۸ | بی‌خانمان خارجی                                          | آرون ورما                   | راوینا تاندونرمبها                           |                                                                                                   |
| ۱۹۹۹ | درقلب شما هستیم                                         | ویجی                        | کاجولگریسی سینگ                              |                                                                                                   |
| ۱۹۹۹ | همسر شماره ۱                                            | دکتر لاکان کورانا           | تابوسوشمیتا سن                               | نامزد جایزه فیلم فیر برای بهترین بازیگر نقش کمدی                                                  |
| ۱۹۹۹ | قلب                                                     | راج                         | مانیشا کویرالا                               |                                                                                                   |
| ۱۹۹۹ | ریتم                                                    | ویکرانت کاپور               | آیشواریا رای                                 | برنده جایزه فیلم فیر برای بهترین بازیگر نقش مکمل مرد                                              |
| ۲۰۰۰ | بلندی                                                   | دادا تاکور/آرجون تاکور      | ریکاراوینا تاندون                            |                                                                                                   |
| ۲۰۰۰ | پاسخ                                                    | جی                          | مادهوری دیکشیت                               | نامزد جایزه فیلم فیر برای بهترین بازیگر مرد - برنده جایزه ملی فیلم برای بهترین بازیگر مرد         |
| ۲۰۰۰ | قلبم با توست                                            | آویناش                      | آیشواریا رایسونالی بندره                     |                                                                                                   |
| ۲۰۰۰ | کار و بار: تجارت عشق                                    | راجیو سینها                 | جوهی چاولاتیسکا چوپرا                        |                                                                                                   |
| ۲۰۰۱ | بیمناکی                                                 | راجو                        | مادهوری دیکشیتمانیشا کویرالاماهیما چودریریکا |                                                                                                   |
| ۲۰۰۱ | نایاک                                                   | شیواجی رائو                 | رانی موکرجیپوجا باترا                        | نامزد جایزه فیلم فیر برای بهترین بازیگر مرد                                                       |
| ۲۰۰۲ | تبریک                                                   | راجا ساکسنا                 | شیلپا شتیکیرتی ردی                           |                                                                                                   |
| ۲۰۰۲ | سه برادر                                                | اوم باترا                   | ماهیما چودریاورمیلا ماتوندکار                |                                                                                                   |
| ۲۰۰۲ | رابطه                                                   | سورج سینگ                   | کاریشما کاپورشیلپا شتی                       |                                                                                                   |
| ۲۰۰۳ | آرمان                                                   | دکتر آکاش سینها             | پریتی زینتاگریسی سینگ                        |                                                                                                   |
| ۲۰۰۳ | قطار کلکته                                              | آویناش                      | رانی موکرجیمانیشا کویرالا                    |                                                                                                   |
| ۲۰۰۴ | مسافر                                                   | لاکی                        | سمیرا ردی                                    |                                                                                                   |
| ۲۰۰۵ | بی‌وفا                                                   | آدیتیا                      | کارینا کاپورسوشمیتا سن                       |                                                                                                   |
| ۲۰۰۵ | قتل همسر من                                             | راوی                        | سوچیترا کریشنامورتی                          |                                                                                                   |
| ۲۰۰۵ | ورود ممنوع                                              | کیشان سینگانیا              | بیپاشا باسوایشا دئوللارا دوتا                | نامزد جایزه فیلم فیر برای بهترین بازیگر نقش کمدی                                                  |
| ۲۰۰۵ | شکلات                                                   | کریشان پاندیت               | تانوشری دوتا                                 |                                                                                                   |
| ۲۰۰۶ | تو مرا دیوانه کردی                                      | کاران اوبروی                | بیپاشا باسوکاترینا کایف                      |                                                                                                   |
| ۲۰۰۶ | ترسیدن ضروری است                                        | کاران چوپرا                 | بیپاشا باسو                                  |                                                                                                   |
| ۲۰۰۷ | سلام عشق                                                | وینای مالهوترا              | جوهی چاولا                                   |                                                                                                   |
| ۲۰۰۷ | استقبال                                                 | ساگار پاندی                 | کاترینا کایف                                 | نامزد جایزه فیلم فیر برای بهترین بازیگر نقش مکمل مرد                                              |
| ۲۰۰۸ | اسم من آنتونی گونسالوز است                              | خودش                        | حضور افتخاری                                 |                                                                                                   |
| ۲۰۰۸ | سیاه و سفید                                             | راجان ماتهور                | شفالی شاه                                    |                                                                                                   |
| ۲۰۰۸ | مسابقه                                                  | بازرس روبرت دی کاستا        | سمیرا ردی                                    |                                                                                                   |
| ۲۰۰۸ | سبک                                                     | لاکان سینگ                  | کارینا کاپور                                 |                                                                                                   |
| ۲۰۰۸ | میلیونر زاغه نشین                                       | پرم کومار                   |                                              |                                                                                                   |
| ۲۰۰۸ | یووراج                                                  | جیانیش کومار یووراج سینگ    | کاترینا کایف                                 |                                                                                                   |
| ۲۰۰۹ | میان بر                                                 | خودش                        | حضور افتخاری                                 |                                                                                                   |
| ۲۰۰۹ | تحت تعقیب                                               | خودش                        | حضور افتخاری                                 | برنده جایزه انجمن بازیگران سینما برای اجرای برجسته توسط بازیگر در یک فیلم                         |
| ۲۰۱۰ | مشکلی نیست                                              | بازرس ارشد آرجون سینگ       | سوشمیتا سن                                   |                                                                                                   |
| ۲۰۱۰ | تیزمار خان                                              | خودش                        | حضور افتخاری                                 |                                                                                                   |
| ۲۰۱۱ | مأموریت: غیرممکن – پروتکل شبح                           | بریج نات                    |                                              |                                                                                                   |
| ۲۰۱۲ | ستیز                                                    | افسر آرجون خانا             |                                              |                                                                                                   |
| ۲۰۱۳ | مسابقه ۲                                                | بازرس روبرت دی کاستا        | آمیشا پاتلدیپیکا پادوکونه                    |                                                                                                   |
| ۲۰۱۳ | تیراندازی در وادالا                                     | آفاق بقران                  |                                              |                                                                                                   |
| ۲۰۱۳ | مهاباراتا                                               | کارنا                       | صداپیشه                                      |                                                                                                   |
| ۲۰۱۵ | بگذار قلب بتپد                                          | کمال مهرا                   | شفالی شاه                                    | برنده جایزه فیلم فیر برای بهترین بازیگر نقش مکمل مرد                                              |
|      | خوش برگشتید                                             | ساگار پاندی                 | دیمپل کاپادیا                                |                                                                                                   |
| ۲۰۱۷ | مبارک                                                   | کارتار سینگ باجوا           |                                              |                                                                                                   |
| ۲۰۱۸ | مسابقه ۳                                                | شمشیر سینگ                  | نیشیگاندا واد                                |                                                                                                   |
| ۲۰۱۸ | فنی خان                                                 | فنی خان                     | آیشواریا رای دیویا دوتا                      |                                                                                                   |
| ۲۰۱۹ | این حسی است                                             | بالبیر چوداری               | جوهی چاولا                                   |                                                                                                   |
| ۲۰۱۹ | شادکامی مطلق                                            | آویناش پاتل                 | مادهوری دیکشیت                               |                                                                                                   |
| ۲۰۱۹ | دیوونه بازی                                             | وای فای بیهای               |                                              |                                                                                                   |
| ۲۰۱۹ | عامل زویا                                               |                             | حضور افتخاری                                 |                                                                                                   |
| ۲۰۲۰ | ولگرد                                                   | بازرس آنجانی آگاش           | آمروتا خانویلکار                             |                                                                                                   |
| ۲۰۲۰ | ای‌کی در مقابل ای‌کی                                      | خودش                        | یوگیتا بیهانی                                |                                                                                                   |
| ۲۰۲۲ | سار                                                     | بازرس سوره سینگ             | فاطمه ثنا شیخ                                |                                                                                                   |
| ۲۰۲۲ | شاد زندگی کن                                            | بهیم ساینی                  | تیسکا چوپرا                                  |                                                                                                   |
| ۲۰۲۳ | متشکرم که آمدید                                         | پروفسور                     | حضور افتخاری                                 |                                                                                                   |
| ۲۰۲۳ | حیوان                                                   | بابلیر سینگ/کایلاش پتکار    |                                              |                                                                                                   |
| ۲۰۲۴ | جنگنده                                                  | راکش جیسینگ (راکی)          | دیپیکا پادوکونه                              |                                                                                                   |
| ۲۰۲۴ | ساوی                                                    | جویدیپ پل                   | دیویا خوسلا کومار                            |                                                                                                   |

از هنرپیشگان معروفی که در کنار آنیل فیلم‌های زیادی بازی کرده‌اند و در واقع با او زوج هنری بودند می‌توان به سری دیوی و مدوری اشاره کرد و حتی می‌توان گفت محبوبیت بازیگری چون مدوری دیکشیت بخاطر بازی در فیلم‌های متعدد در کنار آنیل است. در ضمن از بازیگران مردی که با ایفای نقشهای مکمل در کنار آنیل نامی برای خود دست و پا کردند می‌توان به جکی شروف اشاره کرد.
آنیل با ۲۵ سال سابقه بازیگری و سنی در حدود ۶۰ سال کماکان یکی از بهترینهای سینمای هند است و در طول این دوران او کم حاشیه‌ترین هنرپیشه سینمای هند بوده‌است. او در حال حاضر برای هر فیلم دستمزدی معادل دو و نیم کرور (۲۵ میلیون روپیه) دریافت می‌کند.
او فیلم‌های (پست کلکته) Calcutta Mail و (بی وفا) Bewafa را در نوبت اکران دارد.